# Наступление царских войск на Сочи (1863-1864)
Наступления царских войск на Сочи - одна из важнейших  операций российского командования на Кавказе с целью покорить объединённые силы оставшихся воинственных убыхов и садзов (абхазов).

## Ущерб и последствия
Российская империя напрямую совершила незаконное преступление  против абхазов и убыхов.
Российские генералы опустошали эти земли приданием огню и геноцидом местного населения, многие были высланы в Османскую Империю насильно, а не добровольно.
Сотни домов из убыхского рода-села Вардане было сожжено.
Около 50-70 тыс. убыхов было переселено в Турцию.
Около 32 тыс. западных абхазов были вселены в Турцию.

## Покорение Ахчипсуа
Российское командование для порабощения последнего вольного общества Кавказа - Ахчипсуа создало новый план, по которому из Сочи, Адлера, Гагры и реки Лаба четыре колонны царских войск должны были окружить общество Ахчипсуа, и взять главное Ахчипсовское село - Кбаада (Губаады).
Первая и четвёртая группа шла без каких либо проблем и горского сопротивления, генерал Гейман знал о покорности садзов и без беспокойства продвигался к Кбааде.
3 колонна столкнулась с большими неприятностями, абхазы из общества Айбга перекрыли горные перевалы в Багрипше, и кидали большие камни в русских солдат, лишь иногда вступая в ближний бой с ними, обогнув с тыла другой русский отряд по реке Псоу с помощью князя Накашидзе предоставил поддержку союзникам, с 7 по 10 мая абхазы держали перевалы, когда сопротивления Айбга было сломлено, это автоматически означало поражение и других обществ.
21 мая, 1 колонна удачно по плану встретилось в долине Ахчипсуа с другими группами, удивительно, но Ахчипсуа не выдали практически некого сопротивления.
25 мая в селе Кбаада русские провели парад, в честь долгожданного завершения Кавказской войны.

## Наступление на Убыхию
18 марта Хаджи Берзек, последний и из убыхских князей получает ультиматум от Российского командования с приказом немедленно сложить оружия и переселить всех убыхов на Кубань, либо тем кто не смирился с поражением же переселиться в Османскую империю.
Хаджи игнорирует ультиматум генерала Геймана и временно оставив Убыхию отправляется в Абхазию, там он набирает войска из 1000 воинов, Садзов и Ахчипсоу (Ахчипсуа), объединённая абхазо-убыхская армия должна была стоять на реке Псезуапсэ сдерживая наступление царских войск.
Генерал Гейман начал наступление выбив противника заставляя отступать к реке Шахе. Царские силы потеряли 8 человек, и 15 были ранены.
19 марта в сопровождении из около 300 казаков, покорных убыхских, абадзехских и шапсугских князей, Гейман взял форт Головинский в устье реки Шахе.
20 марта Хаджи был очень зол что объединённый отряд не смог сдержать наступление русских, он возвращается в Убыхию из Абхазии.
Хаджи Берзек был лично на встрече с генералом Гейманом, он наконец то заявил о поражении и выселение убыхов в Османскую Империю.
25 марта знатнейших из садзов Рашид Гечба после убыхов тоже заявил о покорности.
Так была покорена Убыхия и Садзен,  проблемой для русского командования оставались лишь только западные абхазские племена - Ахчипсуа.